# Айтрах (река)
Айтрах (нем. Aitrach) — река в Германии, протекает по земле Баден-Вюртемберг, левый приток Иллера.
Айтрах образуется слиянием рек Эшах и Вурцахер-Ах. Течёт на север. На реке расположен посёлок Айтрах.
Общая длина реки 14 км. Высота истока 654 м. Высота устья 596 м.
Речной индекс 1146.